# Església de l'Oratori
L'església de l'Oratori és una església desconsagrada situada al centre històric de Castellammare di Stabia. Després d'una acurada restauració, el seu local va ser ocupat pel Museu diocesà sorrentí-estabià.

## Història i estructura
L'església de l'Oratori data del 1842 i va ser construïda en una capella del creuer de l'antiga església de San Francesco, enderrocada per permetre l'ampliació de l'actual plaça Giovanni xxiii. Inicialment utilitzada ocasionalment, després va estar tancada durant molts anys fins que a principis del segle xxi, quan després d'una acurada restauració, es va reobrir al públic, acollint des de l'any 2008 el Museu diocesà sorrentí-estabià.

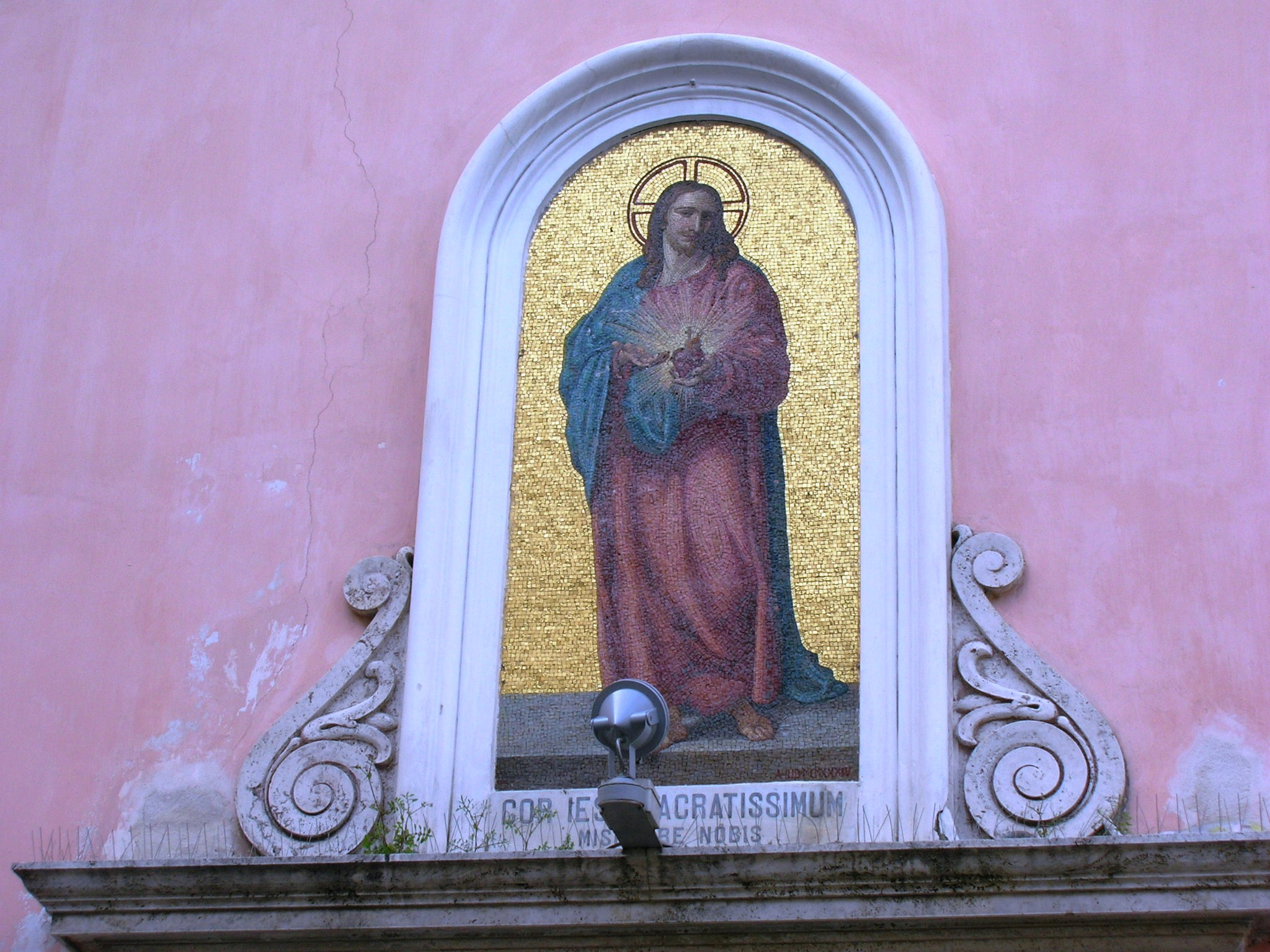
Mosaic a la façana principal

L'entrada principal de l'església està delimitada per una petita reixa de ferro. A la façana principal, sobre el portal d'accés de fusta, hi ha un mosaic que representa el Sagrat Cor de Jesús. L'interior de l'església és d'una sola nau i els únics elements que es conserven són unes columnes que fan referència a un art típicament provençal, mentre que a la altar major hi ha una pintura de Girolamo Imparato que representa la Immaculada Concepció que va ser portada a l'església després de l'obertura del museu.
Actualment la nau està ocupada majoritàriament per la sala de projeccions del museu, mentre que a la zona de l'altar hi ha algunes vitrines que contenen artefactes que van des de l'època romana fins al renaixement, així com columnes, capitells i sarcòfags. A l'exterior, adjacent a la façana principal, hi ha un petit campanar.